# Coregonus holsatus
Coregonus holsatus är en fiskart som beskrevs av Thienemann, 1916. Coregonus holsatus ingår i släktet Coregonus och familjen laxfiskar. Inga underarter finns listade i Catalogue of Life.